# بياتريس ورسلي
بياتريس «تريكسي» هيلين ورسلي (18 تشرين الأول 1921- 8 أيار 1972) كانت أول عالمة حاسوب أنثى في كندا. حصلت على شهادة الدكتوراه من جامعة كامبريدج مع آلان تورينج ودوغلاس هارتري كمستشارين. منحت شهادة الدكتوراه الأولى فيما يعرف اليوم باسم علوم الحاسوب. كتبت برنامجها الأول ليعمل على الآلة الحاسبة الأوتوماتيكية لتخزين التأخر الإلكتروني والذي كان كمبيوتر بريطاني مبكر، وشاركت في كتابة أول محول برمجي لعلامة فيرانتي مارك1 في تورنتو والمعروفة باسم الحاسوب الإلكتروني، وكتبت العديد من الأوراق البحثية في علم الحاسوب وعلمت الحواسيب والهندسة في جامعة كوينز وجامعة تورنتو لأكثر من 20 سنة قبل موتها المفاجئ في سن 50.

## النشأة
ولدت بياتريس في 18 تشرين الأول عام 1921 لكل من جويل وبياتريس ماري (كلقب بعد الزواج)، ولد جويل في عام 1887 لعائلة من الطبقة العاملة في أشتون- آندر- لين، مانشستر. بدأ أجداد بياتريس ماري مصنع نسيج في شيا، المكسيك، في خمسينيات القرن التاسع عشر، وفي عام 1908 انتقل كل من جويل وبياتريس ماري للعمل في المصنع. تم تدمير المصنع من قبل المتمردين في عام 1917 وأخذ جويل عمل في مدينة إل سالتو مع مصانع سيماس التابعة لمجموعة ريو غراندي، حيث رفع ليصبح مديراً عاماً.
ولدت بياتريس ماري ابناً في عام 1920، اسمه تشارلز روبرت، وفي العام التالي رزقت ببياتريس هيلين، درس الطفلان في المنزل وذلك لأسباب أمنية، وكان لهما تفاعل بسيط مع الجيران.
في عام 1929، انتقل جويل مع عائلته إلى تورنتو وذلك بهدف تأمين تعليم أفضل لطفليه. دخل تشارلز كلية كندا العليا، بينما بدأت بياتريس في مدرسة براون العامة، لكنها انتقلت إلى مدرسة الأسقف ستراشان في عام 1935. قدمت مدرسة الأسقف ستراشان مسلكين وسجلت بياتريس في الدورات التحضرية الجامعية الأكثر صعوبة. لقد توفقت إلى درجة أن مدير المدرسة ذكر أنها كانت من أفضل الطلاب الذين التحقوا بالمدرسة. تخرجت عام 1939 مع جوائز في الرياضيات والعلوم، ولحصولها على أعلى درجة إجمالية استحقت جائزة الحاكم العام.

## الدراسات الجامعية
فازت ورسلي بمنحة بيرنسايد في العلوم في كلية ترينيتي، وهي جزء من جامعة تورنتو، وبدأت الدراسة في أيلول 1939. درجاتها العالية أهلتها لتربح منحة ألكسندر ت. فولتون الأولى في العلوم.
في عامها الثاني انتقلت إلى قسم الرياضيات والفيزياء وهو برنامج تطبيقي بدلاً من النظري، في عامها الثالث ربحت ورسلي منحة جيمس سكوت في الرياضيات والفيزياء. تخرجت عام 1944 في الرياضيات والفيزياء مع بكالوريوس في الآداب، ولقد حازت على التمييز في كسب الدرجة الأعلى في كل صف في كل عام.

## خدمات زمن الحرب
بعد التخرج مباشرةً تطوعت ووسلي في الخدمة البحرية الكندية الملكية النسائية، والمعروفة باسم «ورينس Wrens». بعد التدريب الأساسي في كلية كونستوغة في سفينة صاحبة الجلالة الكندية (HMCS) في جالت (المعروفة اليوم باسم كامبريدج في أونتاريو)، عُينت في مؤسسة الأبحاث البحرية (NRE) في هالفياكس. تم تكلفيها أولاً بدراسة دفاعات الميناء، إزالة المغنطة (تم تطبيق Degaussing في الأصل لتقليل التواقيع المغناطيسية للسفن خلال الحرب العالمية الثانية)، وإرشاد الطوربيد. 
عند انتهاء الحرب العالمية الثانية كانت ووسلي العنصر الوحيد من الخدمة البحرية الكندية النسائية في مؤسسة الأبحاث الكندية التي اختارت البقاء في الخدمة، في أيلول عام 1945تمت ترقيتها إلى ملازم واقترحت مشروعاً بحثياً عن تآكل هيكل السفينة. خلال العام التالي أمضت 150 يوماً في البحر، أكثر هذه الأيام كانت في كاسحة ألغام من طراز بانجور التابعة لمؤسسة الأبحاث البحرية، كاونتي HMCS، مسجلة بذلك رقماً قياسياً لـWrens الذي بقي حتى يومنا هذا، حدث معظم هذا خلال ظروف رهيبة في شتاء كندا الأطلسي، مما أكسبها احترام الطاقم أثناء قيامها بما وصفته بأنه «وظيفة الرجل». تم تسريحها رسمياً في آب عام 1946.

## الدراسات العليا في معهد ماساتشوستس للتكنولوجيا
بعد مغادرتها Wrens مباشرةً قُبلت في برنامج دراسات عليا في الرياضيات والفيزياء لمدة سنة واحدة في معهد ماساتشوستس للتكنولوجيا. كان من بين فصولها دورة في فيزياء الحالة الصلبة قام بتدريسها لازلو تيزا، ودورة في مكبرات الصوت المرتدة وآلية منظمة، هو جهاز آلي يستخدم للاستشعار خطأ وردود الفعل السلبية ويعمل على تصحيح أداء آلية ويتم تعريفها من قبل وظيفتها. وهي تشمل عادة التشفير المدمج، وهو مجال كان معهد ماساتشوستس للتكنولوجيا رائداً فيه على مستوى العالم.
أكملت أطروحتها حول مسح رياضي لأجهزة الحوسبة مع ملحق عن تحليل الأخطاء للمحللات التفاضلية تحت إشراف هنري والمان، عضو في مختبر MIT الإشعاعي الشهير. غطت الورقة تقريبا كل آلة الحوسبة ثم في الوجود. ومن بين الآلات العديدة التي تمت مناقشتها: Harvard Mark I و Mark II ، والعديد من آلات الحوسبة الميكانيكية والكهروميكانيكية من IBM ، وأجهزة الكمبيوتر الرقمية القائمة على ترحيل Bell Labs ، و ENIAC ، و EDVAC ، وآلة IAS ، و Whirlwind I و II ، و EDSAC. غطى الملحق عددًا من أنظمة التحليل التفاضلي المختلفة وفحص مصادر الأخطاء فيها. يبقى واحد من أكثر الحسابات تفصيلا للحوسبة المبكرة. 

## مركز الحوسبة في تورنتو
بعد كتابة أطروحتها، عادت ورسلي إلى كندا وأخبرت أسرتها أن المستقبل لأجهزة الكمبيوتر. لسوء الحظ لم يكن هناك صناعة حوسبة في كندا في ذلك الوقت، وتولت وظيفة في المجلس القومي للبحوث في كندا (NRC)، حيث عملت في قسم متعلق بالديناميكيا الهوائية.
خلال هذه الفترة، جامعة تورنتو كانت تضع خططاً لفتح قسم للحوسبة، سواء كوسيلة بحث في الجامعة وكمكتب الخدمة هو شركة تقدم خدمات الأعمال مقابل رسوم، تأجير الوقت على الآلات للمستخدمين التجاريين والحكوميين.
في أيلول عام 1947 التمويل الأول أُومِن من قبل NRC لشراء آلتين حاسبتين للبطاقة المثقبة من IBM ومساعدين لتشغيلها، ورسلي سمعت عن الجهد والمطبق على المنصب بعد ان كانت في المجلس الأعلى النرويجي للاجئين لبضعة أشهر فقط، انضمت إلى القسم الجديد في كانون الثاني عام 1948.
واحدة من أولى وظائفها مع المركز كان عقداً مع الطاقة الذرية في كندا (AECL) لتقديم الدعم الحاسوبي إلى جانب مستشار الموظفين كيلي غوتليب وجي بيرهام ستانلي والذي كان مساعد آخر تمت توظيفه في نفس الوقت مع ورسلي. خلال صيف 1948، قامت ببناء محلل تفاضلي من أجزاء Meccano (وهو هو نظام بناء نموذج تم إنشاؤه في عام 1898، يتكون النظام من شرائح معدنية قابلة لإعادة الاستخدام وألواح وعوارض زاوية وعجلات ومحور وتروس وأجزاء بلاستيكية متصلة معًا باستخدام المكسرات والمسامير. أنها تمكن من بناء نماذج العمل والأجهزة الميكانيكية)، بشكل مشابه لتلك التي وصفها هارتري وآرثر بورتر عام 1935. لم يتبق سوى معلومات قليلة عن خدمات هذا المحلل، النموذج الثاني أو ربما إعادة بناء الأصل تم بناؤه من قبل الطلاب في عام 1951.

## كامبريدج
مع اكتمال المحلل تم إرسال ورسلي وستانلي إلى المملكة المتحدة ليكتشفوا ما يمكنهما من تصميم EDSAC، ثم تحت الإنشاء في مختبر كامبريدج الرياضي في جامعة كامبريدج. وصلوا ليجدوا أن الآلة اكتملت تقريباً، حيث استطاعوا إحضارها عبر الإنترنت لأول تشغيل تجريبي لها في 6 أيار عام 1949. وكان البرنامج الأول الذي تم تشغيله بنجاح على الجهاز أحد برامج ورسلي التي ساعدت في الكتابة لحساب المربعات، ولاحقاً جمعت هذا البرنامج وعدد من البرامج المشابهة في واحدة من أوائل الأوراق حول هذا الموضوع، مبرهنة E.D.S.A.C .
في الشهر التالي، عُقد اجتماع في كامبريدج حول موضوع آلات الحوسبة، وأعدت ورسلي تقريراً عن البرنامج الذي أنتج المربعات، وبرنامج آخر جديد أنتج جداول الأرقام الأولية. احتوى التقرير عينة من الإخراج وكذلك وصف الشيفرة وكيف تعمل على الآلة. طُبع هذا في محضر المؤتمر، واختاره براين راندل بعد سنوات لكتابه الشهير عام 1973، «أصول الكمبيوتر الرقمية». هذا ما جعل ورسلي معروفة بشكل جيد في مجال الحوسبة بعد فترة طويلة من الأحداث.
ثم بدأت ورسلي درجة الدكتوراه في كلية نيونهام. بينما كانت تعمل في المختبر، حضرت دورات في الفيزياء الكمومية مع بول ديريك وجون لينارد جونز ونيكولاس كيمير، ونظرية الأعداد مع ألبرت انجهام، وربما الأهم من ذلك، التحليل العددي مع دوغلاس هارتري. بدأت في كتابة رسالتها العلمية في عهد هارتري الذي كان يشرف بالصدفة على امرأة كندية أخرى هي شارلوت فيشر.
في خضم هذا العمل، لأسباب غير معروفة، عادت ورسلي إلى تورنتو واستمرت رسالتها العلمية في جامعة تورنتو تحت إشراف أستاذ الرياضيات الجامعي بايرون غريفيث. بعد ذلك بفترة قصيرة تم توظيفها من قبل مركز الحوسبة في حزيران عام 1951. وافق هارتري على أطروحتها وحصلت على الدكتوراه عام 1952.
تعتبر ورقتها، «البرمجة التسلسلية لآلات الحاسبة الرقمية الحقيقية والمثالية»، أول أطروحة دكتوراه مكتوبة عن أجهزة الكمبيوتر الحديثة. تضمنت عددًا من المناقشات حول الحسابات العددية على آلات Turing (تورينج: نموذج نظري بسيط يحاكي طريقة عمل الحاسوب) فضلاً عن أمثلة من العالم الحقيقي، وبشكل خاص EDSAC. ثم انتقلت إلى وصف طرق التعرف على إرشادات الجهاز المطلوبة، والتي يمكن تحقيقها من خلال دمج الإرشادات الأخرى. ناقش كل من تورينج وكلود شانون الصيغ المثالية لهذا المفهوم، ولكن مساهمة ورسلي كانت لإظهار الطريقة الأكثر فعالية للقيام بذلك، وليس حلاً معمماً واحداً كما في حالة شانون.

## فيرت والنظام المبكر لكمبيوتر فيرت
خلال صيف عام 1948، اقترب مركز الحوسبة من NRC مع خطط لبناء نسخة من الكمبيوتر الرقمي المرتكز على التتابع من Bell Labs' Mark 6. نظرًا للموافقة المبدئية، اتصلوا بشركة كهرباء الشمال (Northern Electric) للحصول على مخططات للتصميم، وقيل لهم إنه سيكون هناك رسوم ترخيص قدرها 25000 دولار (أي ما يعادل 282,627 دولار في 2018). عادوا إلى NRC في آذار عام 1949 من أجل مبلغ إضافي قدره 50000 دولار لتغطية نفقات الترخيص والبناء، لكن NRC طلب منهم بحكمة إسقاط هذه الخطط وبناء نسخة إلكترونية بدلاً من ذلك. معاً، خططت الجامعة و NRC لبرنامج طموح لبناء جهاز كمبيوتر من الدرجة الأولى لاستخدامه من قبل NRC، ومجلس أبحاث الدفاع والصناعة. بدأت أعمال البناء في عام 1951 والمعروفة باسم UTEC، لكنها واجهت مشاكل خطيرة بسرعة بسبب عدم موثوقية أنظمة ذاكرة أنبوب ويليامز الخاصة بهم. لم يكن النظام حتى نهاية هذا العام موثوقًا به بدرجة كافية لاستخدامه. في هذه المرحلة، اتصل المركز بمركز NCR للتمويل لإكمال النظام بوحدة رياضيات موازية. كانت الطاقة الذرية الكندية المحدودة (AECL) تتزايد إحباطها بسبب عدم وجود آلة صالحة للاستعمال، وعندما سمعوا أن NRC قد اقتربت من مواصلة تطوير UTEC، اقترحوا أن التمويل سينفق بشكل أفضل في شراء آلة كاملة. بينيت لويس من AECL كانت على دراية بأن Ferranti قد صنعت آلة Ferranti Mark 1 كاملة لنظراء AECLs في المملكة المتحدة، هيئة الطاقة الذرية في المملكة المتحدة، فقط ليتم ترك السندات المالية عند إلغاء الحكومة القادمة تمويلها. كان هذا متاحًا بمبلغ 30000 دولار فقط (أي ما يعادل 290000دولار في عام 2018)، وهو ما يعادل تقريبا الجولة الأولى من التمويل المطلوبة لتوسيع UTEC. تم شراء الجهاز في أوائل عام 1952 ووصل في أوائل عام 1952، قبل أن تنضم ورسلي إلى المركز. كانت على دراية بوصول الآلة، واستعملت عليها للمرة الأولى FERUT لـ «كمبيوتر Ferranti Electronic في جامعة تورنتو». تم تشغيل الآلة بحلول الصيف، حيث زودت جامعة تورنتو (UofT) بأحد أقوى أجهزة الكمبيوتر في العالم. في خريف عام 1953، بدأ كل من ورسلي وباترسون هيوم بتطوير لغة كمبيوتر جديدة للجهاز المعروف باسم النظام المبكر لكمبيوتر فيرت (Transcode). كان هذا مشابهًا لنظام Autocode (هو اسم عائلة من «أنظمة الترميز المبسطة»)، الذي طورته أليك جليني في جامعة مانشستر لنفس الجهاز، لكنه أخذ ميزة من ملاحظات التصميم المتعددة من Mark I لإنتاج لغة أسرع وأسهل إلى حد ما. كانت إحدى الميزات الرئيسية هي التحويل من رقم عشري إلى ثنائي وبالعكس، مما سمح للمبرمجين بإدخال الأرقام في شكل عشري.

## جامعة كوينز
على الرغم من أوراق اعتماد مثيرة للإعجاب من كامبريدج، وسلسلة من الأوراق التي تحظى باحترام كبير وبدايات عديدة في الصناعة، ورسلي أُهملت مراراً ولم يتم ترقيتها في جامعة تورنتو. لم تتم ترقيتها حتى عام 1960 من موظف إلى أستاذ مساعد، وحتى عام 1964 تم ترقيتها إلى أستاذ مساعد للفيزياء وعلوم الكمبيوتر. بالمقارنة مع الأعضاء الآخرين في الأيام الأولى لمركز الحوسبة، حصلت على تقدير أقل بكثير. في عام 1965، عرضت على ورسلي وظيفة في جامعة كوينز، حيث أطلقت مركز الكمبيوتر الجديد الخاص بها على أساس IBM 1620. في كوينز، تحولت واجباتها إلى التدريس، وأخذ معظم وقتها بحلول عام 1971. في أيلول من ذلك العام، بعد 20 سنة في هذا المجال، حصلت على إجازة في قسم التحليل التطبيقي وعلوم الكمبيوتر في جامعة واترلو. في 8 أيار 1972، في واترلو، عانت ورسلي من مرض عضال في القلب.

## الجوائز
في عام 2014، مُنحت ورسلي جائزة الإنجاز مدى الحياة في علوم الكمبيوتر من قبل الرابطة الكندية لعلوم الكمبيوتر.